# 施坦巴赫 (奥地利)
施坦巴赫（德語：Stambach）是奥地利施蒂利亚州哈特贝格县的一个市镇。总面积20.59平方公里，总人口644人，人口密度31.3人/平方公里（2005年）。